# الرأس الأحمر (عفرين)
الرأس الأحمر  قرية سوريّة تتبع إداريّاً لمحافظة حلب منطقة عفرين ناحية مركز بلبل، بلغ تعداد سكانها 268 نسمة حسب التعداد السكاني لعام 2004.